# Hadena glaucopis
Hadena glaucopis là một loài bướm đêm trong họ Noctuidae.